# Linderbach (Lohr)
Der Linderbach oder Lindenbach ist ein linker Zufluss der Lohr im Landkreis Main-Spessart im bayerischen Spessart.

## Geographie

### Verlauf

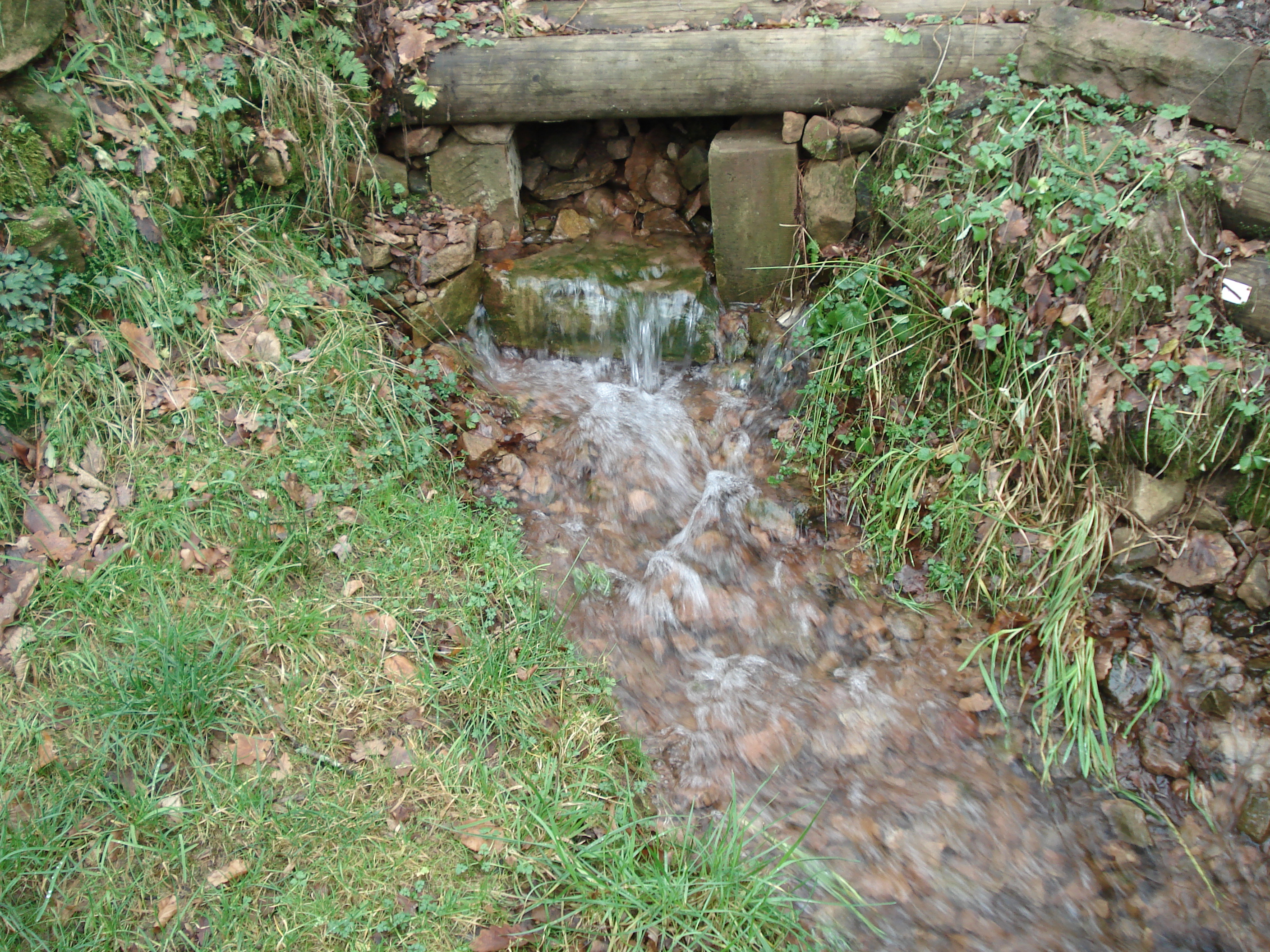
Der Ruhbrunnen

Der Linderbach entspringt dem Ruhbrunnen in Frammersbach. Die Quelle liegt im sogenannten Kräutergarten am Südostfuß des Mützelsberges (339 m). Der Linderbach verläuft in südwestliche Richtung durch Frammersbach. Im Gewerbegebiet ist er komplett verrohrt und mündet hinter einem Baumarkt in die Lohr.
Das Wasser des Linderbachs  hat die Gewässergüteklasse III. Da die Verrohrung manche Hochwasser nicht abführen kann, wird erwogen, den Bach im Mündungsbereich offenzulegen. Im April 2011 wurde eine Schüttung des Ruhbrunnens von 30 l/s gemessen.

### Flusssystem Lohr
- Liste der Fließgewässer im Flusssystem Lohr